# Mammelomys
Genre
Mammelomys est un genre de rongeurs de la sous-famille des Murinés de Nouvelle-Guinée.

## Liste des espèces
Ce genre comprend les espèces suivantes :
- Mammelomys lanosus (Thomas, 1922)
- Mammelomys rattoides (Thomas, 1922)